# Aceratium tomentosum
Aceratium tomentosum är en tvåhjärtbladig växtart som beskrevs av M.J.E. Coode. Aceratium tomentosum ingår i släktet Aceratium och familjen Elaeocarpaceae. Inga underarter finns listade i Catalogue of Life.